# 凱科山 (伊丘尼亞區)
16°15′33″S 70°21′22″W / 16.25917°S 70.35611°W
凱科山（Qayqu），是秘魯的山峰，位於該國南部莫克瓜大區，由桑切斯將軍山省的伊丘尼亞區負責管轄，屬於安地斯山脈的一部分，海拔高度5,223米。